# (2685) Masursky
(2685) Masursky ist ein Asteroid des Hauptgürtels, der am 3. Mai 1981 von dem US-amerikanischen Astronomen Edward L. G. Bowell am Lowell-Observatorium entdeckt wurde. Benannt wurde der Himmelskörper zu Ehren des Astronomen Harold Masursky (1922–1990).
Der Asteroid gehört zur Eunomia-Familie, einer nach (15) Eunomia benannten Gruppe, zu der vermutlich fünf Prozent der Asteroiden des Hauptgürtels gehören.
Die Raumsonde Cassini-Huygens passierte den Asteroiden am 23. Januar 2000 mit einer maximalen Annäherung von 1,5 Millionen Kilometern und sandte fotografische Aufnahmen zur Erde, die jedoch wegen der im Verhältnis zur Asteroidengröße großen Aufnahmeentfernung keine Details der Oberfläche zeigen.